# Marc Stotijn
Marc Stotijn (Amsterdam, 11 januari 1949) was een Nederlands hoboïst.
Marc Stotijn is de zoon van hoboïst Haakon Stotijn en Melly/Mieke Lindeman, wonende aan de Johannes Verhulststraat 26 (vernoemd naar componist Johannes Verhulst). Zijn zuster was kunstschilder Renée Stotijn. Zij zijn tevens kleinzoon en -dochter van hoboïst Jaap Stotijn en zangeres Geertruida Stotijn-Molenaar.
Zijn muzikale opleiding begon daarom vroeg, maar Marc kon geen keus maken binnen een uitgebreid instrumentarium. Hij wilde om vergelijking te voorkomen echter niet aan de hobo. De overstap werd alsnog gemaakt toen Haakon Stotijn in 1964 overleed. Hij studeerde aan het Conservatorium van Amsterdam en speelde sinds 1976 in het orkest van de Hoofdstad Operette. Alhoewel het avond aan avond spelen van dezelfde operette hem wel eens zwaar viel, speelde hij er toch tot 1 januari 2001 toen het ensemble haar subsidie verloor en werd opgeheven. Hij kwam er toen achter dat hij wel eenzijdig gericht was geweest. Collegae speelden ook wel anders; hij had alleen het orkest, leerlingen, vakbondswerk en de Ondernemingsraad.
De hobo verdween beroepsmatig uit zijn leven en hij vond emplooi in een dan opkomend beroep. Meerdere musici gaven in de jaren nul van de 21e eeuw aan, dat musiceren vaak leidde tot lichamelijke (spelen in onnatuurlijke houding) en geestelijke (continue druk voor prestaties) en psychosomatische klachten. Er was tot dan toe nauwelijks aandacht voor. Zelf had hij last van een door een piccolo veroorzaakte piep in zijn oren. In 2007 schreef hij Gevaarlijk spel. Risico’s op het podium en werd beheerder van de site muziekenzorg.nl, waarop informatie over de beroepsziekten is te vinden.
Marc Stotijn is een fervent zeiler (van zeilkano tot een Delta Zeekruiser).